# برسية إفريقية جنوبية
برسية أفريقية جنوبية (الاسم العلمي:Gnaphalium austroafricanum) هي نوع من النباتات تتبع جنس البرسية من الفصيلة النجمية.